# Espai tangent
En matemàtiques, l'espai tangent d'una varietat és un concepte que facilita la generalització de vectors des d'espais afins a varietats generals, ja que en l'últim cas no es pot simplement restar dos punts per obtenir un vector que apunti de l'un a l'altre.

## Descripció informal

Una representació gràfica de l'espai tangent d'un únic punt x, en una esfera. Un vector en aquest espai tangent pot representar una velocitat possible a x. Després de moure's en aquella direcció a un altre punt pròxim, llavors la seva velocitat vindria donada per un vector en l'espai tangent d'aquell punt proper -un espai tangent diferent, no mostrat.

En geometria diferencial, es pot associar a cada punt x d'una varietat diferenciable un espai tangent, un espai vectorial real que intuïtivament conté les "direccions" possibles en a través de les quals es pot passar tangencialment per x. Els elements de l'espai tangent s'anomenen vectors tangents a x. Això és una generalització de la idea d'un bipunt en un espai euclidià. Tots els espais tangent tenen la mateixa dimensió, igual a la dimensió de la varietat.
Per exemple, si la varietat donada és una 2-esfera, es pot imaginar l'espai tangent a un punt com el pla que toca l'esfera en aquell punt i és perpendicular al radi de l'esfera al punt. Més generalment, si es pensa en una varietat donada com una subvarietat submergida d'un Espai euclidià es pot representar l'espai tangent literalment d'aquesta manera.
En geometria algebraica, en canvi, hi ha una definició intrínseca d'espai tangent en un punt P d'una varietat V, que dona un espai vectorial de dimensió com a mínim la de V. Els punts P en els quals la dimensió és exactament la de V s'anomenen punts no-singulars; els altres són punts singulars. Per exemple, una corba que es creua amb si mateixa no té una recta tangent única en el punt d'encreuament. Els punts singulars de V són aquells on la 'prova per ser una varietat' fracassa. Vegeu espai tangent de Zariski.
Una vegada que s'han introduït espais tangent, es poden definir camps vectorials, que són abstraccions del camp de velocitat de partícules que es mouen en una varietat. Un camp vectorial associa a cada punt de la varietat un vector de l'espai tangent en aquell punt, d'una forma contínua. Tal camp vectorial serveix per definir una equació diferencial ordinària generalitzada en una varietat: una solució a una equació d'aquest tipus és una corba diferenciable en la varietat la derivada de la qual en qualsevol punt és igual al vector tangent associat a aquell punt pel camp vectorial.
Tots els espais tangent es poden "enganxar junts" per formar una varietat diferenciable nova de dues vegades la dimensió, el fibrat tangent de la varietat.

## Definicions formals
Hi ha diverses maneres equivalents de definir els espais tangent d'una varietat. Mentre que la definició mitjançant direccions de corbes és bastant directa donada la intuïció citada, és també la més feixuga de treballar-hi. A sota es descriuen enfocaments més elegants i abstractes.

### Definició com direccions de corbes
Suposant que M és una varietat Ck (k ≥ 1) i x és un punt en M. Es tria una carta φ : U → Rn on U és un subconjunt obert de M que conté x. Suposeu dues corbes γ1 : (-1,1) → M i γ₂ : (-1,1) → M amb γ1(0) = γ₂(0) = x són donades tals que φ ∘ γ1 i φ ∘ γ₂ són les dues diferenciables a 0. Llavors γ1 i γ₂ s'anomenen tangents a 0 si les derivades ordinàries de φ ∘ γ1 i φ ∘ γ₂ a 0 coincideixen. Això defineix una relació d'equivalència en tals corbes, i les classes d'equivalència es coneixen com els vectors tangents de M a x. La classe d'equivalència de la corba γ s'escriu com γ'(0). L'espai tangent de M a x, notat per TxM, es defineix com el conjunt de tots els vectors tangent; no depèn de l'elecció de la carta φ.

L'espai tangent i un vector tangent, al llarg d'una corba que passa a través de

Per definir les operacions de l'espai vectorial en TxM, es fa servir una carta φ : U → Rn i es defineix la funció (dφ)x : TxM → Rn per (dφ)x(γ'(0)) = {\displaystyle \scriptstyle {\frac {d}{dt}}}(φ ∘ γ)(0). Resulta que aquesta funció és bijectiva i, per tant, es pot fer servir per transferir les operacions d'espai vectorial de Rn cap a Tx M, convertint aquest últim en un espai vectorial real n-dimensional. Una altra vegada, cal comprovar que aquesta construcció no depèn de la carta particular φ escollida, i de fet no en depèn.

### Definició mitjançant derivades
Suposant que M és una varietat C∞. Una funció real ƒ: M → R pertany a C∞(M) si ƒ ∘ φ−1 és infinitament diferenciable per a totes les cartes φ : U → Rn. C∞(M) és una àlgebra associativa real per a la funció producte punt a punt de funcions, per a la suma de funcions i per a la multiplicació per un escalar.
Triat un punt x en M. Una derivada a x és una aplicació lineal D : C∞(M) → R que té la propietat que per a tot el ƒ, g de C∞(M):
{\displaystyle D(fg)=D(f)\cdot g(x)+f(x)\cdot D(g)}
agafant com a model la regla del producte de càlcul. Aquestes derivades formen un espai vectorial real de manera natural; aquest és l'espai tangent TxM.
La relació entre els vectors tangent definits abans i les derivades és la que segueix: si γ és una corba amb el vector tangent γ'(0), llavors la derivada corresponent és D (ƒ) = (ƒ ∘ γ)'(0) (on la derivada es pren en el sentit ordinari, donat que ƒ ∘ γ és una funció de (-1,1) a R).
És possible generalitzar aquesta definició, per exemple a varietats complexes i varietats algebraiques. Tanmateix, en comptes d'examinar derivades D de tota l'àlgebra de funcions, s'ha de treballar en canvi a l'altura de gèrmens de funcions.

### Definició via l'espai cotangent
Una altra vegada es comença amb una varietat C∞, M, i un punt, x, de M. Es considera l'ideal, I, en C∞(M) que consta de totes les funcions, ƒ, tals que ƒ(x) = 0. Llavors I i I² són espais vectorials reals, i TxM es pot definir com l'espai dual de l'espai quocient I / I  2. Aquest últim espai quocient també es coneix com l'espai de cotangent de M a x.
Mentre aquesta definició és ls més abstracte, és també la que més fàcilment es transfereix a altres escenes, per exemple a les varietats considerades en geometria algebraica.
Si D és una derivada, llavors D(ƒ) = 0 per a tots els ƒ de I², i això vol dir que D dona lloc a una aplicació lineal I / I ² → R. Recíprocament, si r : I / I ² → R és una aplicació lineal, llavors D (ƒ) = r((ƒ - ƒ(x)) + I ²) és una derivada. Això produeix la correspondència entre l'espai tangent definit mitjançant derivades i l'espai tangent definit via l'espai de cotangent.

## Propietats
Si M és un subconjunt obert de Rn, llavors M és una varietat C∞ de manera natural (considerant que les cartes són les funcions identitat), i els espais tangent queden tots identificats de manera natural amb Rn .

### Vectors tangent com a derivades direccionals
Una manera de pensar en els vectors tangent és com derivades direccionals. Donat un vector v en Rn es defineix la derivada direccional d'una funció ƒ: Rn →R en un punt x per
{\displaystyle D_{v}f(x)={\frac {d}{dt}}f(x+tv){\big |}_{t=0}=\sum _{i=1}^{n}v^{i}{\frac {\partial f}{\partial x^{i}}}(x).}
Aquest funció és de manera natural una derivada. A més, resulta que totes les derivades de C∞(Rn) són d'aquesta forma. Així hi ha un funció bijectiva entre vectors (pensant en ells com vectors tangents en un punt) i derivades.
Donat que els vectors tangents a una varietat general poden ser definits com a derivades és natural pensar en ells com derivades direccionals. Específicament, si v és un vector tangent de M en un punt x (pensat en com a derivada) llavors es defineix la derivada direccional en la direcció v per
{\displaystyle D_{v}(f)=v(f)\,}
on ƒ: M → R és un element de C∞(M).
Si es pensa v com la direcció d'una corba, v = γ'(0), llavors s'escriu
{\displaystyle D_{v}(f)=(f\circ \gamma )'(0).}

### La derivada d'una funció
Cada funció diferenciable φ : M → N entre varietats diferenciable indueix aplicacions lineals naturals entre els espais tangent corresponents:
{\displaystyle \mathrm {d} \varphi _{x}\colon T_{x}M\to T_{\varphi (x)}N.}
Si l'espai tangent es defineix via corbes, l'aplicació es defineix com
{\displaystyle \mathrm {d} \varphi _{x}(\gamma '(0))=(\varphi \circ \gamma )'(0).}
En canvi si l'espai tangent es defineix mitjançant derivades, llavors
{\displaystyle \mathrm {d} \varphi _{x}(X)(f)=X(f\circ \varphi ).}
L'aplicació lineal dφ x s'anomena de formes diverses la derivada, la derivadsa total, el diferencial, o el pushforward de φ a x. S'expressa freqüentment fent servir una varietat de notacions:
{\displaystyle D\varphi _{x},\quad (\varphi _{*})_{x},\quad \varphi '(x).}
En certa manera, la derivada és la millor aproximació lineal a φ prop de x. Fixeu-vos que quan N = R, la funció dφ x : TxM →R coincideix amb la idea habitual del diferencial de la funció φ. En coordenades locals la derivada de ƒ ve donada pel Jacobià.
Un resultat important relatiu a la funció derivada és el següent:
Teorema. Si φ : M → N és un difeomorfisme local a x en M llavors dφ x : Tx M → Tφ (x) N és un isomorfisme lineal. De forma recíproca, si dφ x  és un isomorfisme llavors hi ha un veïnatge obert U de x tal que φ fa correspondre U difeomorficmanet a la seva imatge.
Això és una generalització del teorema de la funció inversa a funcions entre varietats.